# ISO 3166-2:LB

Gouvernements im Libanon

Die Liste der ISO-3166-2-Codes für den Libanon enthält die Codes für die 8 Gouvernements.

Die Codes bestehen aus zwei Teilen, die durch einen Bindestrich voneinander getrennt sind. Der erste Teil gibt den Landescode gemäß ISO 3166-1 (für den Libanon LB), der zweite den Code für das Gouvernement wieder.
Die aktuellen Codes stehen auf der Seite der ISO unter #iso:code:3166:LB zur Verfügung.

| Gouvernement   | Code  |
| -------------- | ----- |
| Akkar          | LB-AK |
| Baalbek-Hermel | LB-BH |
| Beirut         | LB-BA |
| Bekaa          | LB-BI |
| Keserwan-Jbeil | LB-…  |
| Libanonberg    | LB-JL |
| Nabatäa        | LB-NA |
| Nord-Libanon   | LB-AS |
| Süd-Libanon    | LB-JA |